# Red Bull Racing RB15
Der Red Bull Racing RB15 ist der Formel-1-Rennwagen von Aston Martin Red Bull Racing für die Formel-1-Weltmeisterschaft 2019. Er ist der 15. Formel-1-Wagen des Teams und wurde am 13. Februar 2019 in Silverstone präsentiert.

## Technik und Entwicklung
Wie alle Formel-1-Fahrzeuge des Jahres 2019 ist der RB15 ein hinterradangetriebener Monoposto mit einem Monocoque aus kohlenstofffaserverstärktem Kunststoff (CFK). Außer dem Monocoque bestehen auch viele weitere Teile des Fahrzeugs, darunter die Karosserieteile und das Lenkrad aus CFK. Auch die Bremsscheiben sind aus einem mit Kohlenstofffasern verstärkten Verbundwerkstoff.
Der RB15 ist das Nachfolgemodell des Red Bull Racing RB14. Da das technische Reglement zur Saison 2019 weitgehend stabil blieb, ist das Fahrzeug größtenteils eine Weiterentwicklung.
Angetrieben wird der RB15 von einem in Fahrzeugmitte montierten 1,6-Liter-V6-Motor von Honda mit einem Turbolader sowie einem 120 kW starken Elektromotor, es ist also ein Hybridelektrokraftfahrzeug. Das sequentielle Getriebe des Wagens hat acht Gänge. Der Gangwechsel wird über Schaltwippen am Lenkrad ausgelöst. Das Fahrzeug hat nur zwei Pedale, ein Gaspedal (rechts) und ein Bremspedal (links). Genau wie viele andere Funktionen wird die Kupplung, die nur beim Anfahren aus dem Stand verwendet wird, über einen Hebel am Lenkrad bedient.
Die Gesamtbreite des Fahrzeugs beträgt 2000 mm, die Breite zwischen Vorder- und Hinterachse 1600 mm, die Höhe 950 mm. Der Frontflügel hat eine Breite von 2000 mm, der Heckflügel von 1050 mm sowie eine Höhe von 820 mm. Der Diffusor hat eine Gesamthöhe von 175 mm sowie eine Breite von 1050 mm. Der Wagen ist mit 305 mm breiten Vorderreifen und mit 405 mm breiten Hinterreifen des Einheitslieferanten Pirelli ausgestattet, die auf 13-Zoll-Rädern montiert sind.
Der RB15 hat, wie alle Formel-1-Fahrzeuge seit 2011, ein Drag Reduction System (DRS), das durch Flachstellen eines Teils des Heckflügels den Luftwiderstand des Fahrzeugs auf den Geraden verringert, wenn es eingesetzt werden darf. Auch das DRS wird mit einem Schalter am Lenkrad des Wagens aktiviert.
Der RB15 ist mit dem Halo-System ausgestattet, das einen zusätzlichen Schutz für den Kopf des Fahrers bietet.

## Lackierung und Sponsoring
Der RB15 war bei der Präsentation überwiegend in Rot und Grau lackiert und mit weißen Sponsorenaufklebern versehen. Bei den Testfahrten vor der Saison war er überwiegend in Dunkelblau und Gelb, jeweils in matten Farbtönen, lackiert.
Es werben Aston Martin, AT&T, Citrix, ExxonMobil (mit den Marken Esso und Mobil 1), Motorenlieferant Honda, Pirelli, Puma, Rauch, Red Bull und TAG Heuer auf dem Fahrzeug.

## Fahrer
Red Bull Racing trat in der Saison 2019 zunächst mit den Fahrern Max Verstappen und Pierre Gasly an. Verstappen bestreitet seine dritte vollständige Saison (seine vierte insgesamt) für das Team, Gasly wechselte vom Schwesterteam Scuderia Toro Rosso zu Red Bull und ersetzte den zu Renault gewechselten Daniel Ricciardo.
Zum Großen Preis von Belgien wechselte Alexander Albon, ebenfalls vom Schwesterteam Scuderia Toro Rosso, zu Red Bull und ersetzte Gasly, welcher im Gegenzug zur Scuderia Toro Rosso zurückkehrte.

## Ergebnisse
| Fahrer                          | Nr.                             | 1  | 2 | 3 | 4   | 5 | 6 | 7 | 8  | 9 | 10 | 11  | 12 | 13  | 14 | 15 | 16 | 17  | 18 | 19 | 20 | 21 | Punkte | Rang |
| ------------------------------- | ------------------------------- | -- | - | - | --- | - | - | - | -- | - | -- | --- | -- | --- | -- | -- | -- | --- | -- | -- | -- | -- | ------ | ---- |
| Formel-1-Weltmeisterschaft 2019 | Formel-1-Weltmeisterschaft 2019 |    |   |   |     |   |   |   |    |   |    |     |    |     |    |    |    |     |    |    |    |    | 417    | 3.   |
| M. Verstappen                   | 33                              | 3  | 4 | 4 | 4   | 3 | 4 | 5 | 4  | 1 | 5  | 1   | 2  | DNF | 8  | 3  | 4  | DNF | 6  | 3  | 1  | 2  | 417    | 3.   |
| P. Gasly                        | 10                              | 11 | 8 | 6 | DNF | 6 | 5 | 8 | 10 | 7 | 4  | 14* | 6  |     |    |    |    |     |    |    |    |    | 417    | 3.   |
| A. Albon                        | 23                              |    |   |   |     |   |   |   |    |   |    |     |    | 5   | 6  | 6  | 5  | 4   | 5  | 5  | 14 | 6  | 417    | 3.   |

| Legende  | Legende            | Legende                                                          |
| Farbe    | Abkürzung          | Bedeutung                                                        |
| -------- | ------------------ | ---------------------------------------------------------------- |
| Gold     | –                  | Sieg                                                             |
| Silber   | –                  | 2. Platz                                                         |
| Bronze   | –                  | 3. Platz                                                         |
| Grün     | –                  | Platzierung in den Punkten                                       |
| Blau     | –                  | Klassifiziert außerhalb der Punkteränge                          |
| Violett  | DNF                | Rennen nicht beendet (did not finish)                            |
| Violett  | NC                 | nicht klassifiziert (not classified)                             |
| Rot      | DNQ                | nicht qualifiziert (did not qualify)                             |
| Rot      | DNPQ               | in Vorqualifikation gescheitert (did not pre-qualify)            |
| Schwarz  | DSQ                | disqualifiziert (disqualified)                                   |
| Weiß     | DNS                | nicht am Start (did not start)                                   |
| Weiß     | WD                 | zurückgezogen (withdrawn)                                        |
| Hellblau | PO                 | nur am Training teilgenommen (practiced only)                    |
| Hellblau | TD                 | Freitags-Testfahrer (test driver)                                |
| ohne     | DNP                | nicht am Training teilgenommen (did not practice)                |
| ohne     | INJ                | verletzt oder krank (injured)                                    |
| ohne     | EX                 | ausgeschlossen (excluded)                                        |
| ohne     | DNA                | nicht erschienen (did not arrive)                                |
| ohne     | C                  | Rennen abgesagt (cancelled)                                      |
| ohne     | keine WM-Teilnahme |                                                                  |
| sonstige | P/fett             | Pole-Position                                                    |
| sonstige | 1/2/3/4/5/6/7/8    | Punktplatzierung im Sprint-/Qualifikationsrennen                 |
| sonstige | SR/kursiv          | Schnellste Rennrunde                                             |
| sonstige | *                  | nicht im Ziel, aufgrund der zurückgelegten Distanz aber gewertet |
| sonstige | ()                 | Streichresultate                                                 |
| sonstige | unterstrichen      | Führender in der Gesamtwertung                                   |